# SILC (protocol)
SILC (voluit Secure Internet Live Conferencing protocol, vrije vertaling veilig en onmiddellijk internetconferentieprotocol) is een internetprotocol dat veilige synchrone conferentiediensten biedt. Het protocol lijkt erg op IRC.

## Geschiedenis
SILC is ontwikkeld door Pekka Riikonen tussen 1996 en 1999 en werd voor het eerst publiek uitgebracht in de zomer van 2000. Een client en een server werden ontwikkeld. Protocolspecificaties werden opgesteld en het verzoek tot het opnemen als een IETF-protocol werd herhaald ingediend, de laatste keer in 2004. Dit werd meermaals geweigerd en als gevolg hiervan is SILC geen IETF-aanvaard protocol.  
Er zijn verschillende clients waarvan de meest geavanceerde de officiële SILC-client is samen met een irssi-plug-in. Het SILC-protocol is ook geïntegreerd in het populaire chatprogramma Pidgin. Andere GUI-clients zijn onder andere Silky en Colloquy.
Silky wordt vanaf 18 juli 2007 niet meer geüpdatet wegens inactiviteit voor enkele jaren. Het laatste nieuws op de Silkywebsite is dat de client volledig herschreven moest worden.
In 2008 waren er drie SILC-protocolimplementaties geschreven. De meeste SILC-clients maken gebruik van libsilc, onderdeel van de SILC Toolkit. De SILC Toolkit is uitgebracht onder een duolicentie: GNU General Public License (GPL) en de herziene BSD-licentie.